# Hypericum silenoides
Hypericum silenoides är en johannesörtsväxtart. Hypericum silenoides ingår i släktet johannesörter, och familjen johannesörtsväxter.

## Underarter
Arten delas in i följande underarter:
- H. s. minus
- H. s. silenoides